# Vincent Navarro
Vincent Navarro est un footballeur professionnel français, né le 5 octobre 1942 à Oran ou il évoluait a la J.S.S.E  au poste de défenseur.
Vincent Navarro a disputé 106 matchs en Division 1 avec le Lille OSC. 

## Clubs
- 1962-1963 :  Lille OSC (D2) : 1 match, 0 but
- 1963-1964 :  Lille OSC (D2) : 25 matchs, 0 but
- 1964-1965 :  Lille OSC (D1) : 13 matchs, 0 but
- 1965-1966 :  Lille OSC (D1) : 23 matchs, 0 but
- 1966-1967 :  Lille OSC (D1) : 36 matchs, 0 but
- 1967-1968 :  Lille OSC (D1) : 34 matchs, 0 but
- 1968-1969 :  Lille OSC (D2) : 28 matchs, 0 but
- 1969-1970 :  US Boulogne (D2) : 30 matchs, 0 but
- 1970-1971 :  US Boulogne (D2) : 30 matchs, 0 but
- 1971-1972 :  US Boulogne (D2) : 26 matchs, 0 but
- 1972-1973 :  US Boulogne (D2) : 30 matchs, 0 but
- 1973-1974 :  US Boulogne (D2) : 25 matchs, 1 but
- 1974-1975 :  US Boulogne (D2) : 29 matchs, 0 but